# Гра без правил (фільм, 1965)
Про американську драму 2010 року див. Гра без правил (фільм)
«Гра без правил» — радянський шпигунський художній фільм 1965 року, знятий на Свердловській кіностудії режисером Ярополком Лапшиним, за мотивами однойменної п'єси Льва Шейніна. Лідер радянського кінопрокату: 6-е місце в кінопрокаті 1965 року, фільм подивилися 31,1 млн глядачів.

## Сюжет
Післявоєнна Німеччина розділена на зони відповідальності. В американській зоні знаходяться багато радянських громадян — ті, що потрапили в полон, і переміщені особи, серед них племінниця відомого радянського конструктора ракетної техніки. Американська розвідка планує операцію щодо її вербування та впровадження в конструкторське бюро дядька. Радянська контррозвідка, помітивши активність американців навколо конструктора, направляє з Москви до Німеччини полковника особливого відділу Ларцева. Вербівка та перевербовування, легендування і впровадження, підміни, «ігри в піддавки» з «подвійними» й «потрійними» агентами — обидві сторони використовують весь арсенал оперативних дій.

## У ролях
- Михайло Кузнєцов — Григорій Юхимович Ларцев, полковник, чекіст
- Віктор Добровольський — Максим Малінін, полковник контррозвідки
- Тетяна Карпова — «фройляйн Ерна Брінкель», Тетяна Володимирівна Зоріна, майор
- Всеволод Якут — Джеймс Грейвуд, полковник американської контррозвідки, він же «іранський вчений Алі Хаджар»
- Віктор Хохряков — Маккензі, генерал американської контррозвідки
- Віктор Щеглов — Георгій Павлович Ромін, підполковник контррозвідки
- Аркадій Толбузін — Сергій Петрович Леонтьєв, полковник контррозвідки
- Ольга Амаліна — Наташа Леонтьєва, племінниця радянського конструктора Леонтьєва
- Людмила Давидова — Алевтина Кротова, американський агент «Моцарт», закинута в Москву під ім'ям Наташі Леонтьєвої
- Валентина Владимирова — Марфа Кротова, з Орловщини, мати шпигунки Алевтини, була наглядачкою в концтаборі
- Алла Амонова — Ірма Бунт, колишня наглядачка в концтаборі
- Григорій Шпігель — пан Отто Штумпе, власник заводів фруктових вод
- Дзідра Рітенберга — Анна Вельмут, вона ж мадам Нікотин, вона ж Геллі
- Олег Мокшанцев — Ганс, він же Федір
- Лев Єлагін — Йоганн Вірт, він же Генріх Вунт
- Юрій Саранцев — майор Керн
- Ігор Білозеров — підприємець
- Даце Арая — співачка
- Георгій Кугушев — епізод
- Леонід Шевцов — епізод
- Василь Шур — епізод
- Борис Романов — епізод

## Знімальна група
- Режисер — Ярополк Лапшин
- Сценарист — Лев Шейнін
- Оператор — Василь Кирбижеков
- Композитор — Леонід Афанасьєв
- Художник — Юрій Істратов